# Redondasuchus
Redondasuchus is een geslacht van uitgestorven Aetosauria. Het kan een jonger synoniem zijn van de aetosauriër Typothorax coccinarum. Redondasuchus is een lid van de clade Typothoracisinae binnen de Aetosaurinae en leefde tijdens het Midden-Norien van het Laat-Trias. Materiaal dat tot het geslacht behoort, is gevonden in de Redondaformatie in het oosten van New Mexico. De typesoort Redondasuchus reseri werd in 1991 benoemd, nadat er sinds 1985 naar werd verwezen als een Typothorax sp. De tweede soort R. rineharti werd in 2006 beschreven.

## Beschrijving en soort
Redondasuchus werd voor het eerst benoemd in 1991 met de beschrijving van de typesoort R. reseri. R. reseri werd benoemd op basis van afgezonderde osteodermen, gevonden in Apache Canyon en Shark Tooth Hill in Quay County, New Mexico. R. rineharti werd in 2006 beschreven aan de hand van verschillende osteodermen en een deel van een rechterdijbeen, gevonden in Apache Canyon.
Terwijl andere aetosauriërs pantserplaten hadden die bedekt waren met putjes en groeven die vaak radiale patronen vormden, waren de platen van Redondasuchus dicht bedekt met putjes zonder patroon. De paramediane platen die langs de middenlijn van de rug liepen, waren uniek omdat ze ongeveer vijfenveertig graden onder een hoek met het horizontale vlak stonden. Bij andere aetosauriërs liepen deze platen in een curve rond de rug vanaf de middenlijn richting de laterale platen die eronder lagen en langs de zijkant van het dier.
De dorsale paramedianen van R. reseri zijn kleiner dan die van R. rineharti. Bij beide soorten heeft elke paramediaan een kiel aan de onderkant die zich uitstrekt van de binnenrand (de rand bij de wervels) naar de buitenste buiging.

## Beschuldigingen van plagiaat

### Achtergrond
De plaatsbepaling van de dorsale paramediane osteodermen van Redondasuchus is omstreden. Oorspronkelijk betoogden Hunt & Lucas (1991) dat het gebogen deel van het osteoderm op tweederde van de afstand naar beneden vanaf de binnenrand lag. Het holotype osteoderm van R. reseri werd geïdentificeerd als een linkerparamediaan op basis van de positie van de voorste staaf, een niet-versierde strook bot waarvan bekend is dat hij bij andere aetosauriërs op de voorrand van het osteoderm ligt. Deze interpretatie werd herhaald in volgende artikelen van Heckert et al. (1996) en Heckert & Lucas (2000).
In 2002 beweerde een niet-gepubliceerd proefschrift van de Texas Tech University door Jeffrey Martz dat het holotype van R. reseri eigenlijk een juiste rechterparamediaan was. Dit werd gerechtvaardigd door vergelijking met de structuur en het ossificatiepatroon van Typothorax coccinarum, een nauw verwante aetosauriërsoort. Martz suggereerde ook dat R. reseri een synoniem was van Typothorax coccinarum. Martz had van Lucas toestemming gekregen het fossiel te onderzoeken en ze hadden de resultaten daarvan besproken.
Dit proefschrift, hoewel algemeen bekend onder aetosauriërdeskundigen, werd niet gepubliceerd in een tijdschrift. Een gelijksoortige herinterpretatie van het osteoderm van Redondasuchus werd voor het eerst gegeven in een tijdschrift door Spielmann et al. (2006), een recensie van het taxon gepubliceerd in het New Mexico Museum of Natural History and Science Bulletin. Spielmann, Hunt en Lucas, die allemaal hadden bijgedragen aan het artikel, waren ook lid van de redactie van het Bulletin, terwijl Hunt destijds ook museumdirecteur was. Ze beweerden een nieuwe interpretatie te geven van het holotype als een rechterparamediaan, waarbij ze opmerkten dat de oriëntatie van het osteoderm in de diagrammen van eerder gepubliceerde artikelen verwarring kan hebben veroorzaakt. Een diagram van Heckert et al. (1996) beeldde de voorrand af zoals geplaatst nabij de onderkant van de pagina met de achterste marge bovenaan, wat kan hebben bijgedragen aan de verkeerde identificatie. Martz' proefschrift uit 2002 werd in het artikel veel geciteerd, maar alleen in de vorm van kritiek op zijn argument dat Redondasuchus en Typothorax synoniemen waren. Zijn argumenten over de osteodermoriëntatie werden niet vermeld.

### Beschuldigingen
Martz was zeer verontwaardigd over deze gang van zaken. In 2007 beschuldigde Martz, samen met collega-paleontologen Darren Naish, Mike Taylor en Matt Wedel, Spielmann et al. ervan plagiaat te plegen. Zij beweerden dat de auteurs van Spielmann et al. (2006) niet zelfstandig tot dezelfde interpretatie hadden kunnen komen als Martz. Ze wezen erop hoe de auteurs drie jaar in het bezit waren van het proefschrift van 2002. Hun uitgebreide citatie van het proefschrift en overeenkomsten tussen bepaalde afbeeldingen in Spielmann et al. (2006) en het proefschrift zouden bewijzen dat ze opzettelijk de informatie daaruit hadden overgenomen. Deze controverse hield verband met een soortgelijke aantijging van ethisch wangedrag en redactioneel wanbeheer in verband met een artikel over aetosauriërs, gepubliceerd door NMMNH-medewerkers in december 2006. Het artikel in kwestie gaf de geslachtsnaam Rioarribasuchus aan een aetosauriërsoort die Bill Parker had willen benoemen als Heliocanthus. Parker had ook weer toestemming gekregen het fossiel te onderzoeken en Lucas aangegeven dat hij het als een apart taxon wilde benoemen. Hij had reeds een artikel ingediend dat in januari 2007 in druk verscheen. Hij kon niet geloven dat de publicatie in december 2006 niet bedoeld was geweest hem zijn status als naamgever te ontnemen. Deze samenvallende controverses, genaamd 'Aetogate', werden zowel in de wetenschappelijke gemeenschap als in het lokale nieuws van Albuquerque gepubliceerd. De affaire leidde op het internet tot veel ophef omdat Naish en Taylor veelgelezen bloggers zijn.
Lucas c.s. waren pijnlijk getroffen door de beschuldigingen en poogden hun naam te zuiveren. Ze stelden dat Naish overtrokken reageerde wegens frustratie over het feit dat hij nooit een academische aanstelling had kunnen krijgen. Na verzoeken om een onderzoek door het New Mexico Department of Cultural Affairs, werden de beschuldigingen van Martz et al., evenals die van Parker, beoordeeld en afgewezen tijdens een NMMNH-bijeenkomst in 2008 die vervolgens werd gerapporteerd door Lucas. Het rapport van Lucas omschreef het weglaten van Martz' identificatie als een onschuldige vergissing door Spielmann et al. (2006) en voerde ook aan dat artikelen die voor 2002 over het onderwerp gepubliceerd waren niet speciaal de oriëntatie behandelden maar slechts een beschrijving omvatten die strijdig was met de uiteindelijk vastgestelde toestand. Argumenten en conclusies van het rapport werden zwaar bekritiseerd door de beschuldigende partijen. Een afzonderlijk onafhankelijk onderzoek door de Society of Vertebrate Paleontology vond geen bewijs voor expliciet, opzettelijk plagiaat in Spielmann et al. (2006). Het SVP-rapport ontsloeg geen van beide partijen van verantwoordelijkheid en bekritiseerde ook de redactionele en regelgevende praktijken van de NMMNH en haar personeel, het gebrek aan communicatie of samenwerking tijdens de situatie en de moeilijkheid om plagiaat of belangenconflicten te bewijzen in paleontologisch werk. Naast de resultaten van hun onderzoek heeft de SVP een herziene ethische code gepubliceerd.

## Fylogenie
Heckert et al. (1996) beschouwden Redondasuchus als onderdeel van een geavanceerde graad van aetosauriërs die ook Neoaetosauroides, Longosuchus, Desmatosuchus, Paratypothorax en Typothorax omvatte.